# Abdallah Al Err
Abdallah Al Err, né le 3 juillet 1994, est un coureur cycliste libanais.

## Biographie
En 2017 et 2018, il devient champion du Liban du contre-la-montre.

## Palmarès
- 2013
  - Zadourian Brothers Time Trial
- 2015
  - Independence Day Race
  - Tripoli Grand Prix
- 2016
  - Zadourian Brothers Time Trial
- 2017
  -  Champion du Liban du contre-la-montre
  - 2e du championnat du Liban sur route
- 2018
  -  Champion du Liban du contre-la-montre
  - 3e du championnat du Liban sur route

## Classements mondiaux
| Année         | 2015 | 2016 | 2017 | 2018 |
| ------------- | ---- | ---- | ---- | ---- |
| UCI Asia Tour | 205e | 417e | 192e | 200e |